# Lawyers in Love
Lawyers in Love är ett musikalbum av Jackson Browne som lanserades 1983 på Asylum Records. Titelspåret, "For a Rocker" och "Tender is the Night" blev hitsinglar i USA. Albumets texter är mer politiska än på Brownes 1970-talsalbum, vilket titelspåret som kritiserar materialism och kalla kriget är ett exempel på. Skivomslaget visar en yuppie som paddlar fram i sin Mercedes-Benz W123 i ett översvämmat stadslandskap.

## Låtlista
1. "Lawyers in Love" – 4:18
2. "On the Day" – 3:56
3. "Cut It Away" – 4:45
4. "Downtown" – 4:37
5. "Tender Is the Night" – 4:50
6. "Knock on Any Door" – 3:39
7. "Say It Isn't True" – 5:20
8. "For a Rocker" – 4:05

## Listplaceringar
- Billboard 200, USA: #8[1]
- UK Albums Chart, Storbritannien: #37[2]
- VG-lista, Norge: #10[3]
- Topplistan, Sverige: #3[4]